# Шарлотта Фрузе Фішер
Шарлотта Фрузе Фішер (англ. Charlotte Froese Fischer; 21 вересня 1929, Стара Миколаївка, Донеччина — 8 лютого 2024) — канадсько-американська прикладний математик і інформатик, яка отримала світове визнання за розробку і впровадження багатоконфігураційного Хартрі — Фока (MCHF) — підходу до розрахунків атомної структури і для її теоретичного прогнозу існування негативного іона кальцію. Для останнього досягнення, вона була обрана до ступеня члена Американського фізичного товариства.

## Раннє життя
Шарлотта Фрузе народилася 21 вересня 1929 року в селі Стара Миколаївка (колишня Миколаївка, до 2016 — Правдівка), в Донецькій області, в сучасній Україні, її батьки мали менонітське походження. Батьки Шарлотти емігрували до Німеччини у 1929 році, на останньому поїзді, якому дозволили перетнути кордон до закриття радянською владою. Після кількох місяців перебування в таборі для біженців її сім'ї дозволили іммігрувати до Канади, де вони врешті-решт опинилися в Чілліваку, Британська Колумбія.

## Освіта та дослідження
Шарлотта Фрузе отримала ступінь бакалавра, з відзнакою, з математики і хімії, та ступінь магістра в галузі прикладної математики в Університеті Британської Колумбії в 1952 і 1954 роках, відповідно. Потім отримала кандидатську дисертацію. з прикладної математики та обчислювальної техніки в Кембриджському університеті в 1957 році, продовжуючи курсові роботи з квантової теорії з Полем Діраком. Вона працювала під керівництвом Дугласа Хартрі, якому допомагала в програмуванні електронного калькулятора електронних затримок зберігання (EDSAC) для розрахунків атомної структури.
Шарлотта працювала на математичному факультеті Університету Британської Колумбії з 1957 по 1968 рік, де внесла в навчальний план чисельний аналіз і комп'ютерні курси, а також сприяла формуванню кафедри комп'ютерних наук.
Фрузе Фішер провела 1963—1964 р.р. в обсерваторії Гарвардського коледжу, де продовжила дослідження по розрахунках атомної структури. У Гарварді вона була першою жінкою-вченим, яка була нагороджена стипендією Альфреда П. Слоуна. У 1991 році вона стала членом Американського фізичного товариства, частково за її внесок у відкриття негативного кальцію. У 1995 році вона була обрана членом Королівського фізіографічного товариства в Лунді, в 2004 році — іноземним членом Литовської Академії наук, а в 2015 році отримала Почесного доктора з технічних наук в Університеті Мальме, Швеція.

## Внесок
Вона є автором понад 300 наукових статей з обчислювальної теорії атомів, багато з яких мали далекосяжні наслідки в області розрахунків атомної структури. Рання версія програми MCHF, опублікована в першому томі Computer Physics Communications, отримала дві нагороди Citation Classics Awards в 1987 році. Одним з її найбільших зусиль у цій галузі є нещодавній розрахунок повних нижчих спектрів берилієвої подібної до аргонової ізоелектронної послідовності, що становить публікацію даних, що охоплюють 400 сторінок журналу і загалом понад 150 іонів.
У даний час вона є професором кафедри інформатики в Університеті Вандербільта та гостем вченим лабораторії атомної спектроскопії NIST. Вона є вдовою Патріка К. Фішера, відомого вченого з комп'ютерів і колишнього професора в Вандербілті.